# Sept Jours ailleurs

Sept Jours ailleurs est un drame français de Marin Karmitz, sorti en 1969.

## Fiche technique
- Titre anglais : Seven Days Somewhere Else
- Genre : drame
- Durée : 100 minutes
- Tourné en France
- Format : Noir et blanc
- Format du son : mono
- Réalisateur : Marin Karmitz
- Producteur : Claude Lelouch
- Scénariste : Marin Karmitz et Catherine Martin
- Compositeur : Jacky Moreau
- Directeur de la photographie : Alain Derobe

## Distribution
- Jacques Higelin : Jacques
- Catherine Martin : Catherine
- Michèle Moretti : Michèle